# نیو انگلند پتریوتس
تیم فوتبال آمریکایی نیوانگلند پتریوتس (به انگلیسی: New England Patriots) از بوستون در ایالت ماساچوست می‌باشد.
این تیم عضو لیگ ملی فوتبال آمریکا است.
ورزشگاه خانه این تیم ورزشگاه ژیلت (به انگلیسی: Gillette Stadium) نام دارد.

این تیم پس از پیتسبرگ استیلرز، در میان ۳۲ تیم لیگ فوتبال آمریکایی، دارای بیشترین تعداد قهرمانی می‌باشد.

## فینالِ سال ۲۰۱۷ و بردی تاریخی
نیو انگلند پس از رسیدن به فینال فصل ۵۱ لیگ آمریکایی (۲۰۱۷)، رو در روی تیم آتلانتا فالکونز به بازی رفت. شروع بازی برای نیو انگلند اصلاً جالب نبوده و کار تا آنجایی پیش می‌رود که تا اواخر کوارتر سوم، ۲۸–۳ عقب می‌مانند و هواداران نیو انگلند شروع به ترک ورزشگاه می‌کنند. اما نیو انگلند کواتر چهارم بازی را طوفانی آغاز کرده و کار را مساوی (۲۸–۲۸) کرده و بازی به وقت اضافه می‌کشد. این اولین فینال در تاریخ لیگ فوتبال آمریکایی بود که به وقت اضافه کشیده شد. در وقت اضافه نیو انگلند تسلط بازی را حفظ کرده و ۲۸–۳۴ در کمال ناباوری آتلانتا فالکونز، را شکست داده و برای پنجمین بار قهرمان می‌شود. تام بریدی نقش به سزایی را در برد و قهرمانی این تیم ایفا کرد. دونالد ترامپ، رئیس جمهور وقت آمریکا، بابت این برد ابراز شگفتی کرده و در توییتر خود به تام بریدی و تیم تبریک گفت. مایک پنس، معاون اول رئیس جمهور آمریکا، نیز این بازی را از نزدیک تماشا کرد.

## نگارخانه

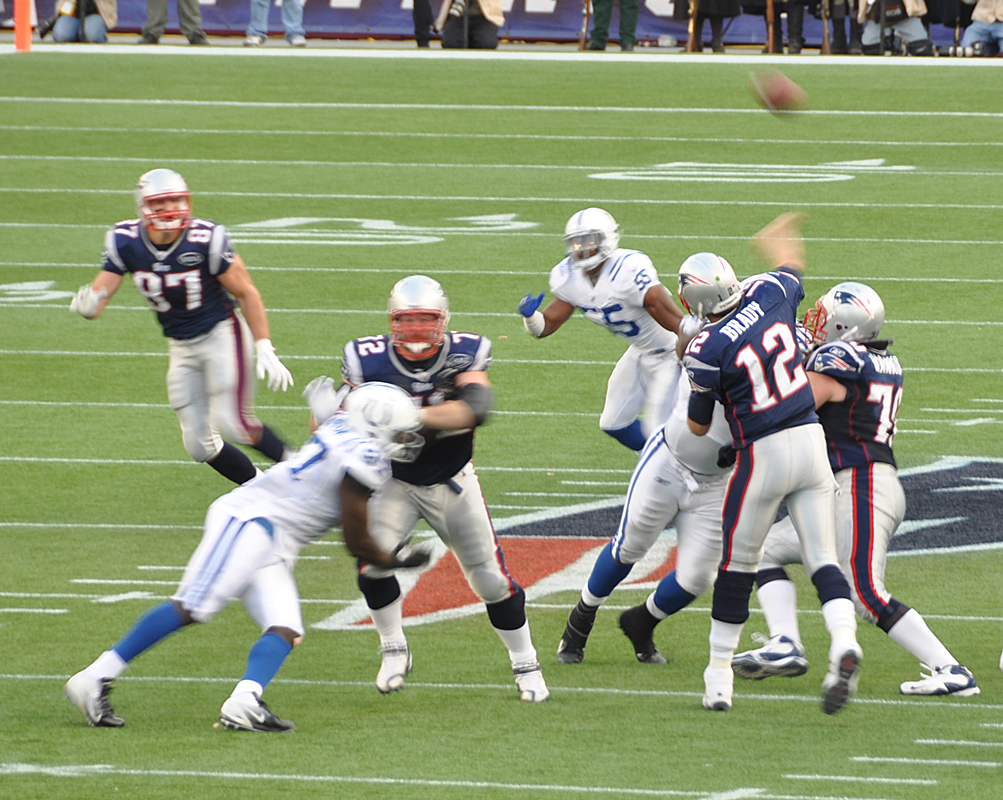
بازی مقابل ایندیاناپولیس کولتز در سال ۲۰۱۱
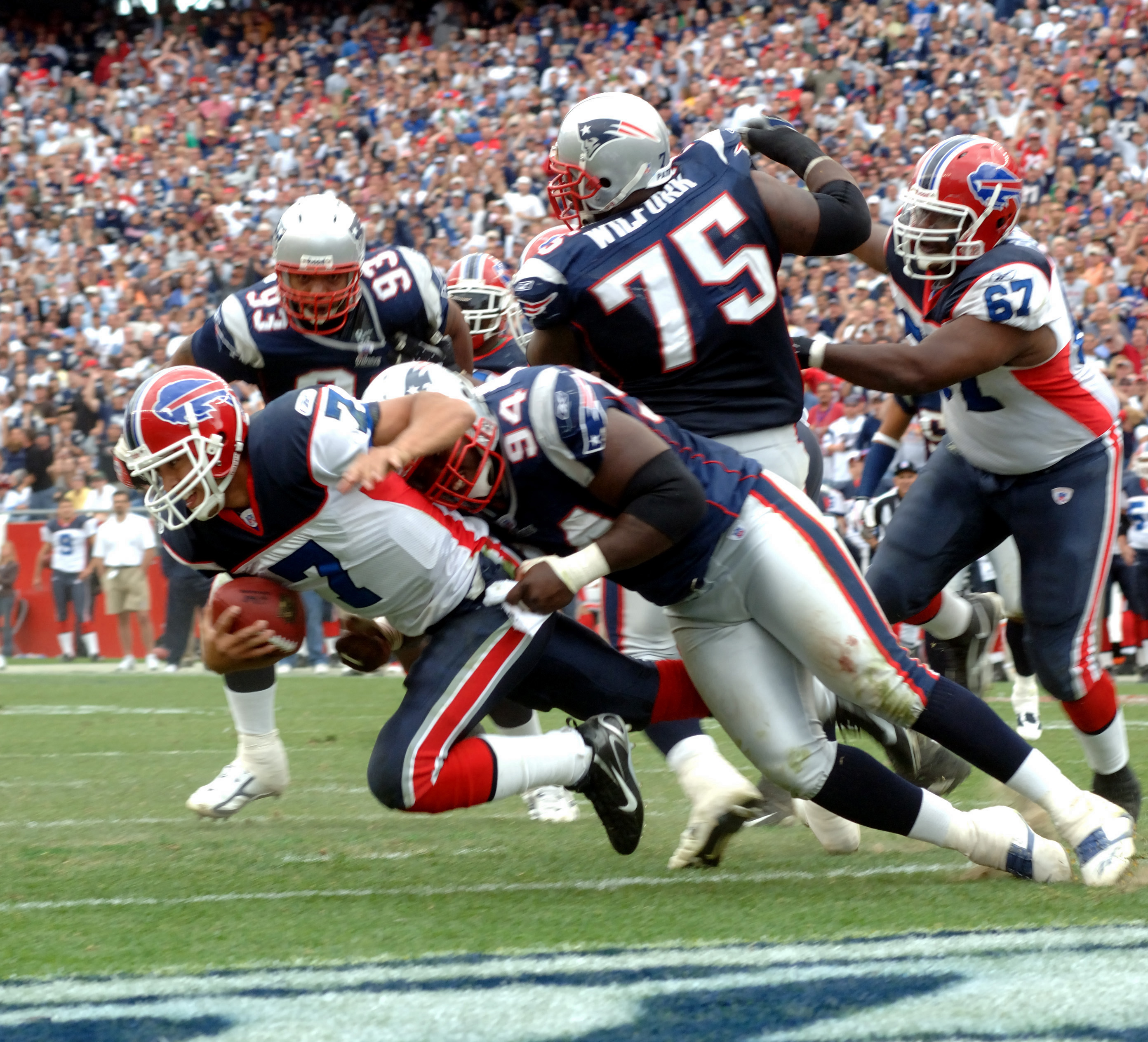
بازی مقابل بوفالو بیلز در سال ۲۰۰۶
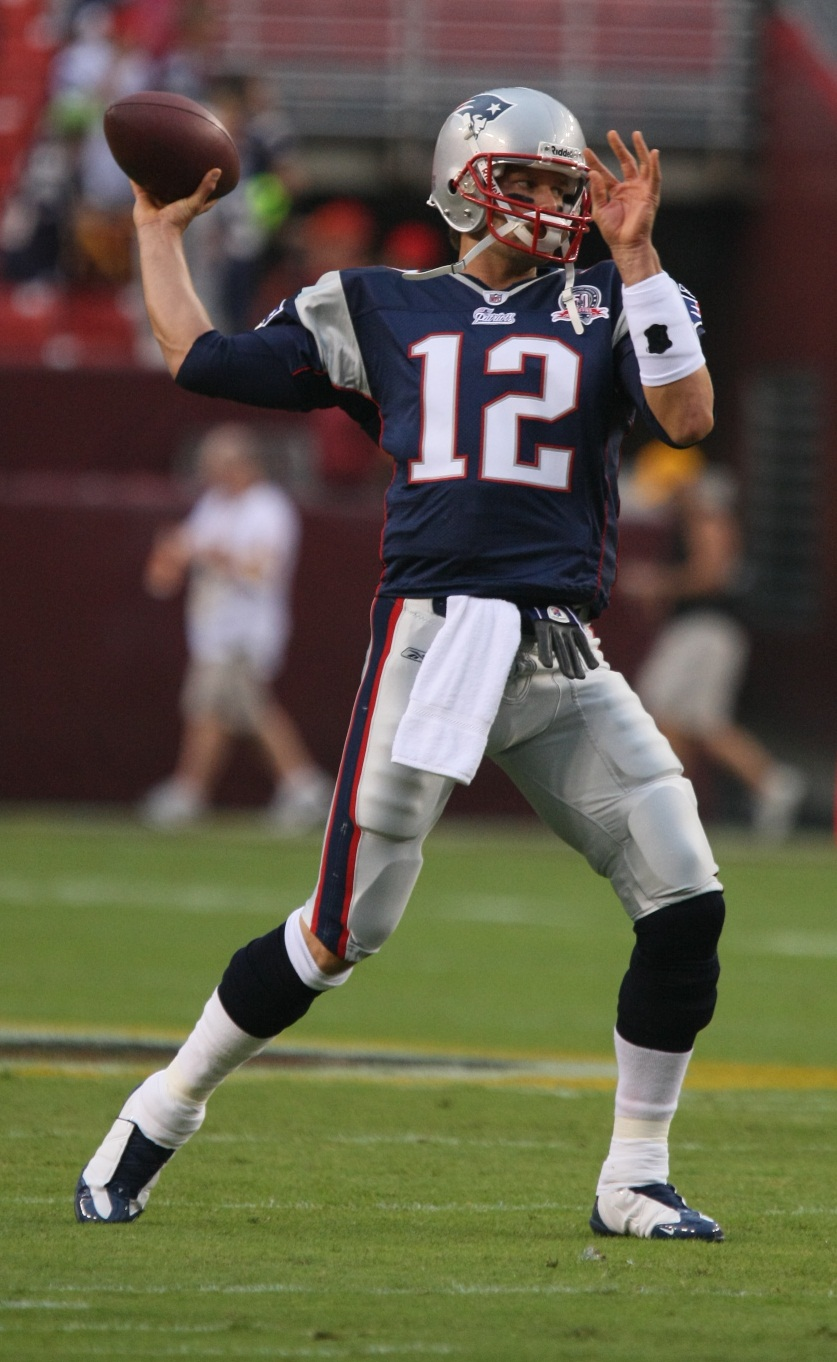
تام بریدی، کوارتربک نیوانگلند و پر افتخار‌ترین بازیکن در تاریخ لیگ
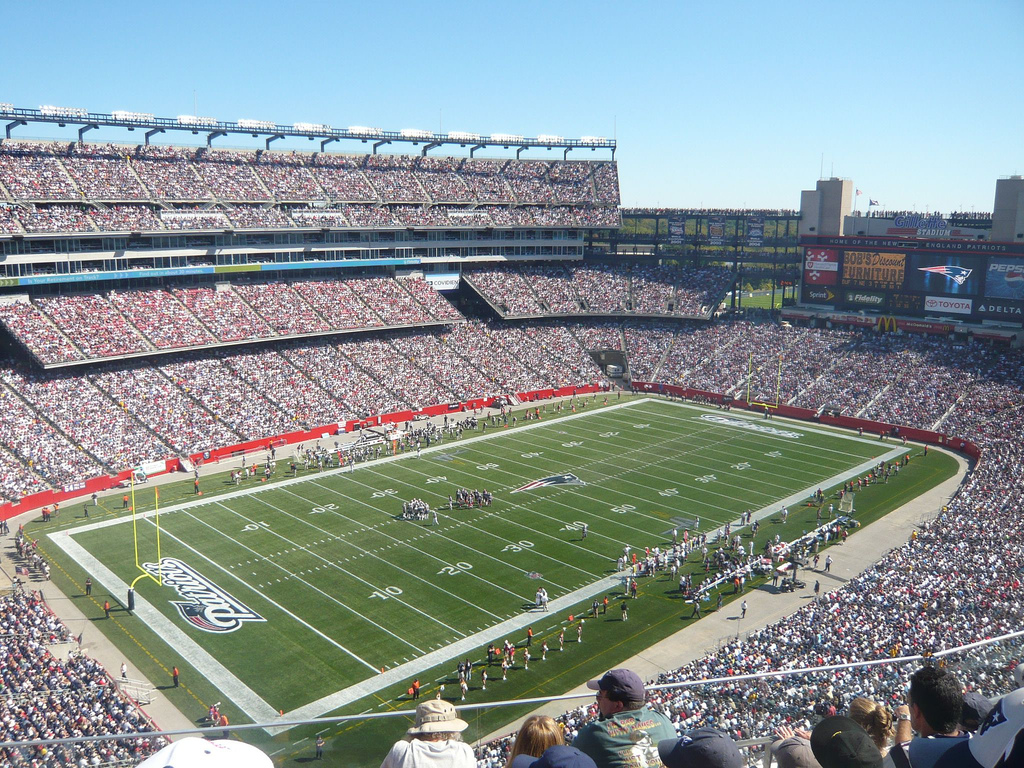
ورزشگاه